# Pristobrycon
Pristobrycon es un género de peces (Piraña), de la subfamilia Serrasalminae, pertenecientes a la familia Characidae.

## Especies
- Pristobrycon aureus (Spix & Agassiz, 1829)
- Pristobrycon calmoni (Steindachner, 1908)
- Pristobrycon careospinus (W. L. Fink & Machado-Allison, 1992)
- Pristobrycon maculipinnis (W. L. Fink & Machado-Allison, 1992)
- Pristobrycon striolatus (Steindachner, 1908)